# FrogPad

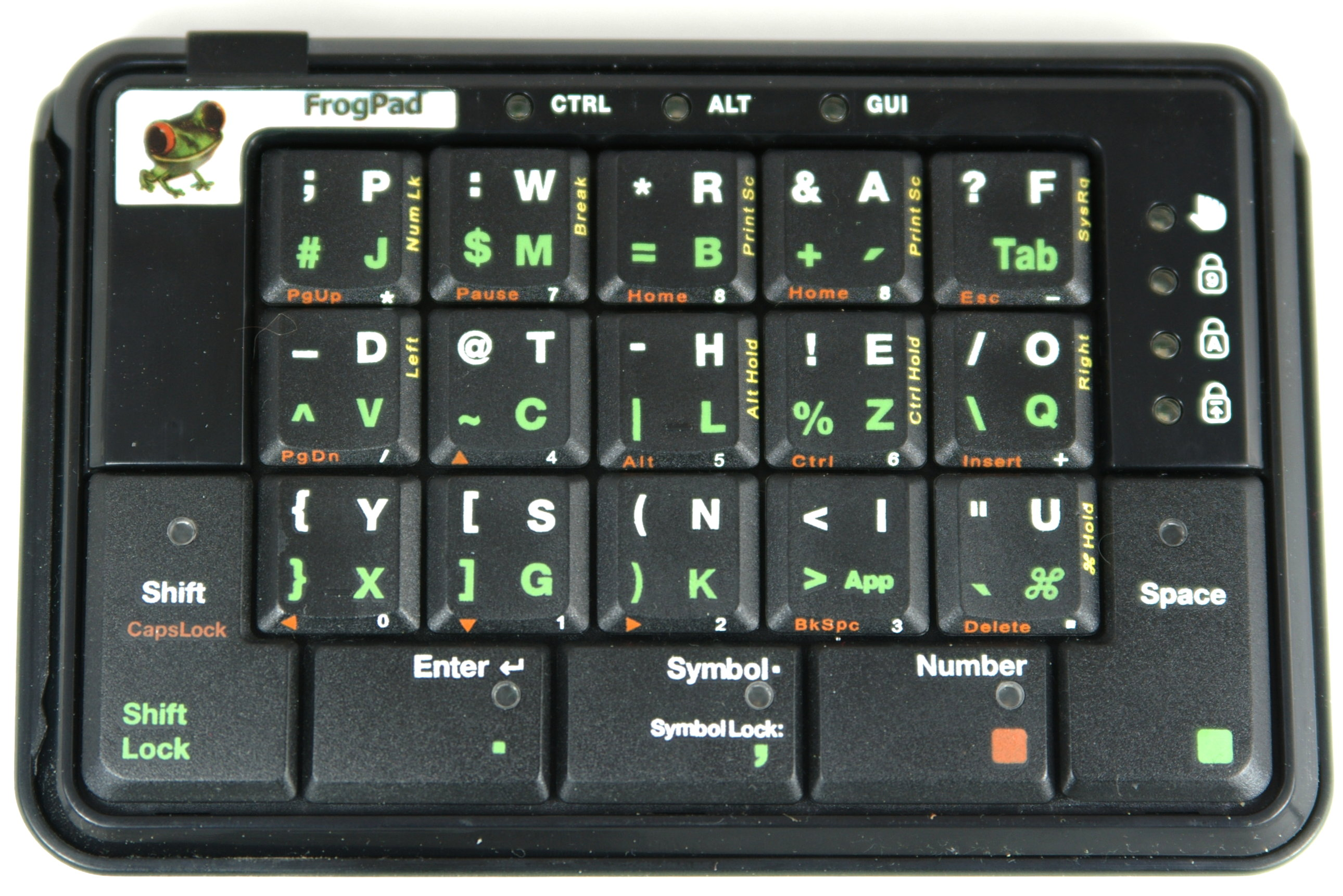
FrogPad för vänsterhänta

FrogPad är ett minimalt tangentbord med endast 20 tangenter i första hand avsett för textinmatning med hjälp av endast en hand.
FrogPad är ett enhands tangentbord för användning med bärbara datorer, PDA, smarta telefoner och andra mobila enheter. Med ena handen fri kan man hantera dokument, verktyg och liknande. Den kopplas till enheten med usb-kabel eller via Bluetooth. Tillverkaren hävdar att en universitetsstudie visar att nya datoranvändare kan komma upp i 40 ord per minut efter 10 timmars träning mot de 56 timmarna som krävs för 40 ord per minut med ett vanligt QWERTY-tangentbord. Det är 15 bokstäver som används 86 procent. Dessa 15 bokstäver är placerade på det mest effektiva stället på Frogpad. Frogpad finns i versioner för höger- och vänsterhänta.